# Turpilia albineura
Turpilia albineura är en insektsart som beskrevs av Fernando de Zayas 1965. Turpilia albineura ingår i släktet Turpilia och familjen vårtbitare. Inga underarter finns listade i Catalogue of Life.